# بيت المرعوي (الخبت)

تعديل مصدري - تعديل

بيت المرعوي هي إحدى قرى عزلة عبس بمديرية الخبت التابعة لمحافظة المحويت، بلغ تعداد سكانها 142 نسمة حسب تعداد اليمن لعام 2004.